# Morales (Cauca)
Morales es un municipio del departamento de Cauca ubicado a 41 km de la localidad de Popayán, en Colombia. Se caracteriza por tener una economía basada en la agricultura.
Fue fundado el 7 de octubre de 1806, por Luis Jerónimo Morales y Juan Manuel Morales.

## Historia
El Municipio de Morales fue fundado el veintisiete (27) de septiembre de 1806 por los beneméritos: Juan Manuel Morales de Figueroa, Juan de Rivera Torrea, Manual María Charria, Carlos de Velasco, Joaquín Bautista, quiénes compraron los terrenos de la que se llamará la viceparroquia de San Antonio de Padua del Ático al señor Juan Antonio Torres. El distrito fue creado por medio de Decreto Ordenanza n.º 121 de OCTUBRE 7 de 1.852 de la Cámara De Provincia de Popayán, pero su fundación data del 27 de septiembre de 1806 según reza en el documento de compraventa que se transcribe así:
“Nosotros los vecinos del sitio de San Antonio de Padua del Ático, habiendo conocido los inconvenientes que pueden originarse de la soledad y desamparo en que se mantiene esta capilla: por no tener el Santo tierra propia, hemos deliberado de común acuerdo por medio de una derrama, á que hemos cooperado los de medianas facultades, comprar las tierras, en que está situada la referida capilla. Para cuyo efecto nos hemos hecho capaces de su extensión, que es por la parte de arriba desde un árbol aguacate el primero, que se ve arriba de la casa que sirve de habitación al cura, corriendo por el lavadero, de división, de Sanjón a Sanjón; y por la parte de abajo el hueco que llaman de las Guacas, en que lindan las tierras del doctor don Mariano del Campo y Larrahondo; y por los lados colaterales, sirven de lindero los dos sanjones. Y en fuerza del contrato de compra y venta que hemos celebrado, damos de contado en plata usual y corriente la cantidad de sesenta pesos á Juan Antonio Torres dueño de las tierras, de las cuales se enajena, pasándonos el dominio de ellas. Pero nosotros las sedemos en beneficio y culto del Santo Patrono y su capilla, con el fin de que hagan sus casas los vecinos que quieran, tomando cada uno la parte que se le señalare, así para su habitación como para la huerta, pero con la obligación de cuidar de la iglesia, su aseo y adelantamiento. Y para que se haga constante damos nuestro poder gto. Pr. Dro. se requiere, mediante este simple instrumento á Roque de Figueroa, para que por sí y por todos los vecinos otorgue la escritura, pagándola los compradores y el vendedor la Alcaba. Y lo firmamos en este sitio del Ático á 27 de septiembre de 1.806.”
Siendo una de las siete divisiones territoriales de la provincia de Popayán. La cabecera municipal de Morales fue fundada el 7 de octubre de 1852 por el Presbítero Luis Jerónimo Morales y el señor Juan Manuel Morales. Morales antes de 1.915 era un distrito de la provincia de Popayán que tenía como cabecera de la provincia a la actual capital del departamento del Cauca.

## División Político-Administrativa
Además de su Cabecera municipal. Morales tiene bajo su jurisdicción los siguientes Centros poblados:
- Carpintero
- El Rosario
- La Estación
- San Isidro
- Santa Rosa

## Símbolos
Escudo
- El cerro “Pico de Águila”: Para los indígenas este campo es un sitio sagrado.
- La represa de la Salvajina surtida por las aguas del río Cauca: representa uno de los principales aspectos de la economía ya que combina factores tan importantes como la generación de energía, la pesca y su potencial turístico.
- Los dos cuarteles de la parte inferior se puede apreciar al lado diestro el templo parroquial como símbolo universal de la cristiandad y además el reconocimiento de las diferentes manifestaciones religiosas.
- figura fálica antropomorfa situada en el parque principal: Simboliza los antepasados y las diferentes culturas América precolombinas.
- La pala y una pica cruzadas: Son el símbolo del trabajo.
- “Bastón de mando” de la autoridad tradicional adornado con un chumbe con los colores de la bandera del municipio.
- Dos bandas flotantes: en la parte superior sobre color anaranjado la palabra “MORALES” nombre del municipio y debajo de ella el número 1.806 y en la parte inferior sobre el color azul oscuro se lee el lema “CULTURA, PROGRESO Y PAZ”, palabras y principios bases para los Moralenses.[5]

Bandera
Las tres franjas horizontales son el amarillo, el blanco y el verde. 

## Geografía
Pertenece al departamento del Cauca, se encuentra a a una distancia de 41 km de Popayán, posee una extensión de 265 km², De los 25.963 habitantes 1.564 viven en el sector urbano y los restantes residen en la zona rural. Los Moralenses pueden disfrutar de una temperatura media ya que Morales tiene una altitud promedio de 1.635 m s. n. m. Cuenta con temperaturas que fluctúan entre 23º y 28º en el área de influencia de la Salvajina y temperaturas entre 14º y 20º en la zona de la cordillera occidental sin embargo algunas veces en la noche la temperatura es inferior a 10º.su nivel de precipitación oscila entre los 1.500 mm mínima lluvia al año y 3800 máxima lluvia al año y una humedad relativa del 80% en el ambiente.
El área total del municipio es de 49.404 hectáreas. Está dividido en 61 veredas y 7 distritos de planificación.

## Límites
- Norte: Buenos Aires y Suárez.
- Sur: Cajibio.
- Oriente: Piendamó y Caldono
- Occidente: El Tambo y López de Micay.

## Cultura
En Morales se celebran las Fiestas patronales San Antonio de Padua, por lo general se llevan a cabo del 4 al 13 de junio, donde no solo se celebran Misas y eventos religiosos, sino que también se crean espacios recreativos en busca de la unión de todas las veredas. Es un espacio para que se conozcan y cada una de ellas esté encargada de un día en especial.
En este municipio nació Ingrid Lorena Valencia Victoria, medallista de bronce en los juegos olímpicos de Río 2016.

## Vías de comunicación
- Aéreas: Aeropuerto Guillermo León Valencia

- Terrestres: Ruta: Popayán - Piéndamo - Morales 48Km

Ruta: Santander de Quilichao - Timba - Suárez - Morales 60Km
- Fluviales: Ruta: Suárez - Morales Represa la Salvajina 36Km

## Economía
Las principales actividades económicas son la agricultura con productos como el café, la caña de azúcar, el maíz, el plátano igualmente, la ganadería, la minería de oro, carbón y la explotación forestal.

## Servicios públicos
- Energía Eléctrica: Compañía Energética de Occidente, es la empresa prestadora del servicio de energía eléctrica.
- Gas Natural: Alcanos de Colombia, es la empresa distribuidora y comercializadora de gas natural en el municipio.